# Otok prethodnog dana
Otok prethodnog dana (tal. L'isola del giorno prima) je roman talijanskog pisca Umberta Eca objavljen 1994. godine. Radnja se događa u 17. stoljeću, a glavni protagonist je Roberto della Griva, talijanski plemić na nasukanom napuštenom brodu u Pacifičkom oceanu. Roman opisuje njegovo sporo mentalnog propadanja s povremenim bljescima barokne znanosti, metafizike i kozmologije. Roman se nadovezuje na prijašnje Ecove romane. U jednom primjeru spominje se glavni zaplet Ecovog prvog romana Ime ruže.

## Sinopsis
Glavni junak, Roberto della Griva, jedni je preživjeli na nasukanom brodu poslije brodoloma u luci kroz koju prolazi, kako se sam uvjerava, Međunarodna datumska granica. Iako može vidjeti kopno, njegovo neumjeće u plivanju ostavlja ga nasukanog na brodu i on se počinje prisjećati svog života i ljubavi.
Postaje opsjednut svojim zlim bratom blizancem, koji je odvojen od svoga ja kroz proces prisjećanja kroz efekt dvojnika, i optužujući ga za sve loše što mu se dogodilo u životu. Tu spadaju prvenstveno svi loši izbori i životna razočaranja. Kroz ova prisjećanja, postaje uvjeren da će svi problemi nestati onog trenutka kad dođe na kopno. Cijela priča je ispričana iz kuta modernog urednika koji je razvrstavao piščev rukopis. Kako su radovi bili očuvani i kako su došli do urednika ostaje samo nagađanje.